# Rhyacophila invaria
Rhyacophila invaria is een schietmot uit de familie Rhyacophilidae. De soort komt voor in het Nearctisch gebied.